# Āq Bolāgh-e Chang Almās
Āq Bolāgh-e Chang Almās (persiska: آق بُلاغِ چَنگ اَلماسی, آغبُلاغ, اَغبُلَغ گَوبَزِه, اَق بُلاقِ چَنگ اَلماس, آق بلاغ چنگ الماس, Āq Bolāgh-e Chang Almāsī) är en ort i Iran.   Den ligger i provinsen Kurdistan, i den nordvästra delen av landet, 300 km väster om huvudstaden Teheran. Āq Bolāgh-e Chang Almās ligger 1 906 meter över havet och antalet invånare är 181.
Terrängen runt Āq Bolāgh-e Chang Almās är huvudsakligen kuperad, men åt sydost är den platt. Runt Āq Bolāgh-e Chang Almās är det ganska glesbefolkat, med 28 invånare per kvadratkilometer. Närmaste större samhälle är Garm Āb, 17,3 km nordost om Āq Bolāgh-e Chang Almās. Trakten runt Āq Bolāgh-e Chang Almās består i huvudsak av gräsmarker.